# Fritz Fick
Fritz Fick (* 1871; † 24. Dezember 1929 in Küsnacht) war ein Schweizer Rechtsanwalt.

## Leben
Fritz Fick war ein Sohn des im Zuge der 1848er Revolution aus Deutschland emigrierten Zürcher Rechtswissenschaftlers und Hochschullehrers Heinrich Fick. Der Physiologe Adolf Fick war sein Onkel. 
Fick studierte Rechtswissenschaften an der Universität Zürich und wurde dort, nachdem er einige Semester der Zofingia angehört hatte, gegen Ende seines Studiums 1893 Mitglied des Corps Tigurinia. Nach Abschluss seiner Studien eröffnete er eine Rechtsanwaltskanzlei in Zürich. Neben seiner Kanzleipraxis betätigte er sich vor allem als Gutachter, gab einen dreibändigen Kommentar zum schweizerischen Obligationenrecht heraus und veröffentlichte verschiedene versicherungs- und aktienrechtliche Schriften.

## Veröffentlichungen
- Gibt es eine schweizerische Nation und Kultur? Zürich: Rascher, 1910
- Das schweizerische Obligationenrecht vom 30. März 1911. 3 Bände. Zürich: Schultheiss, 1911–1916
- Der wesentliche Irrtum im revidierten schweizerischen Obligationenrecht (Art. 23-27.). Zürich: Orell Füssli, 1915
- Der Begriff der Feuerversicherung, entwickelt an Hand des schweizerischen V.V.G. unter Berücksichtigung des internat. Gewohnheitsrechts und des Rechts der angrenzenden Staaten, namentlich des deutschen V.V.G. und der österreichischen V.O. Zürich: Orell Füssli, 1918
- Einige Grundbegriffe der Schadensversicherung. Zürich: Orell Füssli, 1918
- Deutsche Demokratie. München: Lehmann, 1918
- Die verschleierte und schieberhafte Gründung von Aktiengesellschaften und deren Rechtsfolgen nach Schweizerischem Obligationenrecht. Zürich: Orell Füssli, 1922
- Soll die Schweiz die Haager Opiumkonvention ratifizieren? Zürich: Orell Füssli, 1923
- Die Verschmelzung (Fusion) von Aktiengesellschaften nach schweizerischem Recht. Zürich: Orell Füssli, 1924
- Die Frage der Aufwertung und der Einfluss wirtschaftlicher Katastrophen auf bestehende Verträge nach schweizerischem Recht. Basel: Helbing & Lichtenhahn, 1925